# Alcis concinna
Alcis concinna är en fjärilsart som beskrevs av W. Warren 1906. Alcis concinna ingår i släktet Alcis och familjen mätare. Inga underarter finns listade i Catalogue of Life.